# Marek Saganowski
Marek Mirosław Saganowski (Łódź, Polonia, 31 de octubre de 1978) es un exfutbolista y entrenador polaco que jugaba en la posición de delantero. Actualmente ejerce como director técnico del Wisła Płock.

## Trayectoria
Marek Saganowski empezó su carrera futbolística en un equipo de su ciudad natal, el ŁKS Łódź. Este equipo lo cedió en dos ocasiones a equipos europeos para que Saganowski fuera ganando experiencia. Primero al Feyenoord Róterdam (Países Bajos) y al año siguiente al Hamburgo SV alemán, aunque en ninguno de los consiguió destacar. En la temporada 97-98 se convirtió en un jugador fijo en las alineaciones de su equipo, disputando 22 partidos de liga, pero su proyección se interrumpió debido a un accidente de moto, que le daño las piernas hasta tal punto que Saganowski no podía ni caminar. Después de una lenta recuperación, que duró un año, regresa al equipo. Los aficionados de este club le pusieron el apodo de Sagan para acortar su apellido Saganowski.
En 2000 ficha por el Wisła Płock y al año siguiente se trasladó al Odra Wodzisław Śląski. Tres años más tarde, en enero de 2003, se unió al Legia de Varsovia, donde demostró su valía anotando 41 goles en 67 partidos. En 2005 se marcha nuevamente al extranjero, para participar en la Primera División de Portugal de la mano del Vitória Sport Clube. Aunque esa temporada Marek Saganowski anotó 12 goles, su equipo no logró mantenerse en la máxima categoría del fútbol portugués.
En 2006 el Troyes AC se fija en él y paga alrededor de 1 millón de libras para hacerse con sus servicios. En el equipo francés no tiene suerte y solo juega seis partidos de liga en los que no consigue marcar. A mitad de temporada su club decide cederlo.
De esta forma, el 30 de enero de 2007, Saganowski llega al Southampton FC inglés. Sus primeras actuaciones fueron un éxito, ya que consiguió anotar 10 goles en 13 partidos de liga. El Southampton quedó satisfecho con su trabajo y el 28 de junio pagó al Troyes AC 1 millón de euros para quedarse al internacional polaco en propiedad.
El 7 de agosto de 2008 Saganowski se marcha en calidad de cedido al Aalborg Boldspilklub danés. A su vuelta a Inglaterra, la falta de minutos con The Saints motivó su salida del club británico, fichando por el Atromitos FC de la Superliga de Grecia el 26 de enero de 2010. En junio de 2011 regresó a su Polonia natal, para jugar en el ŁKS Łódź con el que firmó un contrato de dos años. Su última etapa como futbolista en activo transcurrió en el Legia de Varsovia, equipo en el que se retiró en 2016 a la edad de 38 años.
Actualmente ejerce como entrenador y ha entrenado las categorías inferiores del Legia de Varsovia, así como el primer equipo del Motor Lublin, el Pogoń Siedlce y el Wisła Płock.

## Selección nacional
Ha sido internacional con la Selección de fútbol de Polonia en 35 ocasiones. Su debut como internacional se produjo el 1 de mayo de 1996 en un partido contra Bielorrusia. En 1998 sufrió un accidente de moto, que le apartó de los terrenos de juego durante un año y como consecuencia perdió el puesto en la selección, hasta que cinco años después volvió a ser convocado.
Su primer gol como internacional lo marcó el 26 de marzo de 2005 en el partido Polonia 8 - 0 Azerbaiyán.
Fue convocado para participar en la Eurocopa de Austria y Suiza de 2008. En esa competición Marek Saganowski jugó los tres partidos que su selección disputó en el torneo, dos de ellos como titular.

### Participaciones internacionales
| Torneo        | Sede          | Resultado    |
| ------------- | ------------- | ------------ |
| Eurocopa 2008 | Austria Suiza | Primera fase |

## Clubes
| Club                      | País         | Año       |
| ------------------------- | ------------ | --------- |
| ŁKS Łódź                  | Polonia      | 1995-1996 |
| Feyenoord Róterdam        | Países Bajos | 1996-1997 |
| Hamburgo SV               | Alemania     | 1997      |
| ŁKS Łódź                  | Polonia      | 1997-2000 |
| Wisła Płock               | Polonia      | 2000-2001 |
| Odra Wodzisław Śląski     | Polonia      | 2001-2003 |
| Legia de Varsovia         | Polonia      | 2003-2005 |
| Vitória Sport Clube       | Portugal     | 2005-2006 |
| ES Troyes                 | Francia      | 2006-2007 |
| Southampton Football Club | Inglaterra   | 2007-2008 |
| Aalborg Boldspilklub      | Dinamarca    | 2008      |
| Southampton FC            | Inglaterra   | 2008-2010 |
| Atromitos                 | Grecia       | 2010-2011 |
| ŁKS Łódź                  | Polonia      | 2011-2012 |
| Legia de Varsovia         | Polonia      | 2012-2016 |

## Palmarés

### Campeonatos nacionales
| Título                  | Club              | País    | Año       |
| ----------------------- | ----------------- | ------- | --------- |
| Primera División polaca | ŁKS Łódź          | Polonia | 1998      |
| Primera División polaca | Legia de Varsovia | Polonia | 2012-2013 |
| Primera División polaca | Legia de Varsovia | Polonia | 2013-2014 |
| Primera División polaca | Legia de Varsovia | Polonia | 2015-2016 |
| Copa de Polonia         | Legia de Varsovia | Polonia | 2012-2013 |
| Copa de Polonia         | Legia de Varsovia | Polonia | 2014-2015 |
| Copa de Polonia         | Legia de Varsovia | Polonia | 2015-2016 |